# Guy Hance
Guy Hance, né le 30 septembre 1933 et mort le 8 janvier 2008 à Bruxelles,, est un homme politique belge, qui a été député du Front National au Parlement bruxellois du 29 juin 1999 au 13 juin 2004 puis à partir du 18 octobre 2006 jusqu'à sa mort.

## Biographie
Guy Hance a également été conseiller communal à Molenbeek-Saint-Jean jusqu'en 2006, où il n'a pas été réélu.
Guy Hance est le compagnon de Christiane Van Nieuwenhoven, actuellement députée dans ce même Parlement, de 2004 à 2009.
Il est le comptable du Front national. Il a fait, dans le passé, l'objet d'une condamnation pénale pour malversations.
Il est à nouveau député bruxellois depuis la démission (forcée) du président du FN, Daniel Féret, à la suite de sa condamnation à une peine de dix ans d'inéligibilité prononcée le 18 avril 2006 par la Cour d'appel de Bruxelles et confirmée par la Cour de cassation le 4 octobre de la même année.
Guy Hance n'a pris la parole au Parlement bruxellois qu'une seule fois depuis son élection en 1999. Il n'a jamais déposé la moindre question orale ou écrite, ni la moindre proposition de décret ou d'ordonnance, n'a jamais interpellé le gouvernement ni participé aux travaux de la moindre commission. Il touche pour cela 103,794 euros bruts par an.
Il est décédé le 8 janvier 2008 à Bruxelles à l'âge de 74 ans.